# Pedro Laso de la Vega
Pedro Laso de la Vega y Guzmán (o Pedro Lasso de la Vega y Guzmán) (c. 1492-Batres, 23 de noviembre de 1554) fue el V señor de Batres y Cuerva, regidor de Toledo y participante como uno de los jefes comuneros en la Guerra de las Comunidades de Castilla, hasta que se pasó al bando imperial, gracias a lo cual fue al cabo perdonado, aunque fue apartado de la Corte y del favor de Carlos V.

## Biografía
No se conoce donde nació, pudo ser en Badajoz, Toledo, Batres o Cuerva. Era hijo de Garcilaso de la Vega, señor de Los Arcos (Badajoz), y Sancha de Guzmán, VI señora de Batres. Tuvo seis hermanos, entre ellos, el célebre poeta Garcilaso de la Vega. 

## Matrimonio y descendencia
Casó en primeras nupcias, hacia 1516, con María de Mendoza (m. Guadalajara, 1522), hija de Álvaro de Luna y Mendoza, hermano del II duque del Infantado, y de Teresa Carrillo, hija de Alonso Carrillo, señor de Maqueda.  De este matrimonio nacieron cuatro hijos varones: 
- Garcilaso de la Vega,[1] futuro embajador de Felipe II;
- Pedro González de Mendoza,[1] canónigo de Toledo;
- Álvaro de Luna,[1] caballero de la Orden de Alcántara; y
- Lorenzo Suárez.[3]

Contrajo un segundo matrimonio, en Elvas el 5 de febrero de 1526, con Beatriz de Sá, dama de la emperatriz Isabel de Portugal. Beatriz murió en Toledo antes del 11 de marzo de 1530 sin dejar descendencia. 
Pedro Laso de la Vega volvió a unirse en matrimonio, en 1536 o 1537, con su cuñada, Isabel de Sá  Tampoco hubo descendencia de este matrimonio.

## Guerra de las Comunidades
El 12 de febrero de 1520 se hizo en Calahorra la convocatoria oficial de las Cortes, que deberían reunirse en Santiago de Compostela el 20 de marzo. Que las Cortes tuvieran lugar en Galicia y no en Burgos indicaba que el rey esperaba embarcar hacia Alemania al término de las Cortes, lo que enervó los ánimos de los castellanos, ya muy descontentos con la gestión de Carlos I y sus ávidos consejeros flamencos. Pedro Laso, tras pronunciar un gran discurso en el Ayuntamiento -del que era regidor- en febrero de 1520-, es enviado junto a otros tres miembros del consistorio toledano para expresar al rey el descontento de la ciudad y del reino. Inicialmente, el monarca se niega a recibirlos. Al final lo hace, pero no les da respuesta inmediata. Unos días más tarde, los vuelve a recibir en Villalpando para dar respuesta, muy irritado, a los emisarios de Toledo, afirmando que de no ser hijos de quienes eran, los castigaría. En lugar de regresar a Toledo, la expedición capitaneada por Laso sigue hasta Galicia tratando de ser recibida de nuevo, aun no siendo uno de los procuradores elegidos para representar a Toledo en las Cortes. Una vez comenzadas las Cortes en Santiago de Compostela, intentará alentar la oposición al servicio (impuestos) que la Corona quiere imponer. Por ese motivo, es desterrado a sus dominios en Gibraltar. Cuando va camino del destierro, es llevado en secreto a Toledo, donde es aclamado por los partidarios de las Comunidades.
Durante la revolución de las Comunidades, Laso fue uno de los líderes. De hecho, a comienzos de 1521 se enfrentarán las posturas de Juan Padilla y Pedro Laso, aquel partidario de la lucha armada y éste de llegar a un acuerdo con la Corona tras varios reveses militares. Al no triunfar sus tesis, Laso de la Vega abandona la Junta de las Comunidades y se une al bando realista en marzo.
Tras la derrota, en otoño de 1522 Carlos I, de acuerdo con su Consejo Real, promulga un Perdón General del que serán exceptuados 293 rebeldes, entre los que estaba Pedro Laso de la Vega, que hubo de huir a Portugal, donde viviría durante varios años y conocería a su segunda esposa antes de regresar a Castilla. El 13 de mayo de 1526 le fue levantado el destierro con la excepción de Toledo y la Corte, donde no podría poner el pie hasta tiempo después.
Pedro Laso murió en Batres, el 23 de noviembre de 1554  y fue enterrado en la iglesia parroquial de Cuerva junto a sus padres.